# Omar Heber Pouso Osores
Omar Heber Pouso Osores (Montevideo, 28 de febrer de 1980) és un futbolista internacional uruguaià que juga al Club Libertad del Paraguai.
És centrecampista i és probablement més conegut per haver marcat un gol decisiu durant un partit amistós entre la selecció de futbol de l'Uruguai i la selecció de futbol d'Anglaterra l'1 de març de 2006.